# Quercus lineata
Quercus lineata là một loài thực vật có hoa trong họ Cử. Loài này được Blume miêu tả khoa học đầu tiên năm 1826.

## Hình ảnh